# Rango (film 2011)
Rango è un film d'animazione del 2011 diretto da Gore Verbinski; prodotto da Nickelodeon Animation, in co-produzione con Paramount Pictures, e distribuito da Universal.
Scritto da John Logan, la pellicola ha per protagonista Rango, un camaleonte domestico, che deve affrontare una città di banditi nei panni di sceriffo. Il cast vocale è composto da Johnny Depp, Isla Fisher, Ned Beatty, Bill Nighy, Alfred Molina e Ray Winstone.
Acclamato dalla critica e dal pubblico, il film ha ottenuto diversi riconoscimenti, tra cui l'Oscar al miglior film d'animazione, il BAFTA e una nomination ai Golden Globe nella stessa categoria.

## Trama
Un camaleonte domestico è in un'auto nel suo terrario con l'amico Mister Timms (un pesce di plastica a carica meccanica), la palma Victor, una bambola e l'insetto morto Dr. Marx. In seguito a una violenta sterzata dell'auto su cui viaggiano, i suoi amici precipitano insieme a lui e a tutta la sua casa per strada, nel deserto del Mojave. Sotto il sole cocente incontra il saggio armadillo Carcassa che lo indirizza verso la cittadina di Polvere. Dopo un'intera giornata a camminare, il camaleonte incontra un rospo che lo avverte della presenza di un gigantesco falco, sopra le loro teste. I due cercano di fuggire, ma il rospo viene catturato.
Il giorno dopo, incontra l'iguana del deserto Borlotta, che lo conduce fino alla cittadina di Polvere, un desolato avamposto del selvaggio West i cui abitanti, oppressi dalla siccità, conservano solo una parvenza di umanità. Nel saloon della cittadina si inventa una storia e si spaccia per un eroe chiamato Rango, per guadagnarsi il rispetto degli avventori. Con grande fortuna uccide il falco che aveva incontrato nel deserto, che terrorizzava tutti, e viene nominato sceriffo della cittadina, l'ultimo baluardo della legge. La tragedia piomba sulla cittadina quando dei banditi rapinano la banca, rapiscono il proprietario e rubano l'ultimo contenitore di acqua conservata.
Di fronte alla prospettiva di una cruenta anarchia di disperazione per sete, Rango parte per recuperare l'acqua insieme a Borlotta, Cucchiai, Doc, Elgin, Waffles, Uccello Ferito, Buford, Furgus, Ambrose e Turley. La brigata ritrova il proprietario della banca affogato e, dopo molte peripezie, scopre che è il sindaco di Polvere, una vecchia tartaruga del deserto, a causare la siccità per poter speculare sui terreni e ad aver architettato la rapina in banca: per difendere il suo piano, il sindaco ingaggia il terribile bandito Jake Sonagli, un serpente a sonagli, per eliminare Rango. Nello scontro Jake umilia Rango, smaschera tutte le sue bugie riguardo alle millantate avventure e lo costringe ad abbandonare la città.
Vagando nel Mojave, Rango, dopo ore di cammino ritorna all'autostrada, nel cuore della notte, dove da lì si risveglierà l'indomani. In questa occasione incontrerà lo "Spirito del West" che lo convince a tornare indietro e salvare la città e i suoi amici; successivamente lo raggiunge l'armadillo Carcassa, con il quale riesce a scoprire le cause della siccità che ha colpito la cittadina. Il mistero è svelato: l'acqua è stata dirottata verso la città in costruzione. Il camaleonte torna a Polvere per regolare i conti, aiutato dalla banda di cani della prateria predoni. Rango affronta apertamente Jake Sonagli, e con uno stratagemma riesce a fargli abassare la guardia, puntandogli la pistola, mettendolo all'angolo. Rango ha infine prevalso sul perfido serpente e lo sfida apertamente a prendersi il proiettile. Per la prima volta Jake Sonagli, mostra un senso di terrore verso Rango, avendo compreso di essere stato battuto. Rango però viene preso alla sprovvista dagli scagnozzi del sindaco e imprigionato assieme a Borlotta nel caveau della banca allagato. Dopo essersi liberato grazie all'ultima pallottola, che il sindaco pensava di utilizzare per sbarazzarsi dell'ormai scomodo Jake, Rango riporta l'acqua a Polvere, che viene rinominata Fango a causa dell'acqua che ha allagato la città eliminando la polvere. Jake Sonagli riconosce infine il rispetto per Rango congratulandosi con lui per essere diventato davvero un eroe, infine si vendica del sindaco corrotto afferrandolo tra le sue spire e trascinandolo con sé nel deserto. Rango, insieme a tutti gli abitanti di Fango, si possono godere infine l'acqua che era stata rubata.

## Personaggi
- Rango: il protagonista del film, un camaleonte domestico che per un fortuito caso si trova nel deserto del Mojave. Si dà questo nome dopo aver bevuto da una bottiglia di succo di cactus con la scritta Hecho en Durango.
- Borlotta: è un'iguana del deserto con un peculiare "meccanismo di difesa" che la immobilizza completamente quando si arrabbia. Deve il suo nome a suo padre, che amava i fagioli borlotti.
- Sindaco John: è una tartaruga del deserto e il sindaco di Polvere. È molto anziano e abita a Polvere "da prima che l'autostrada dividesse il deserto". Spesso gioca a golf con Bandito Bill. Si rivela l'antagonista principale del film dato che lui ha tolto l'acqua a Polvere con lo scopo di speculare sui terreni ed ha perfino cercato di eliminare Jake Sonagli in quanto egli non vuole pistoleri nella sua nuova società, ma alla fine viene sconfitto da Rango e trascinato nel deserto da Jake.
- Carcassa: è un armadillo a nove fasce. È il primo animale che Rango incontra dopo essere finito fuori dalla sua teca. Darà a Rango informazioni utili sotto forma di metafore.
- Jake Sonagli: è un serpente a sonagli e antagonista secondario, poi antieroe, del film . Al posto del caratteristico sonaglio al termine della coda, ha un fucile mitragliatore a canne girevoli. L'unica cosa di cui ha paura è il falco. Quando egli arriva in città, dopo la convocazione del Sindaco John, smaschera Rango e lo esilia da Polvere. Jake Sonagli è un diabolico bandito ma al tempo stesso una pedina nelle mani del sindaco per avere la sua società senza pistoleri (infatti gli punterà una pistola con cui spera di uccidere l'ultimo fuorilegge), tuttavia la pistola è vuota, infatti Rango usa il proiettile che era nel caricatore per rompere il caveu quasi allagato. Dopo essersi congratulato con Rango per essere diventato un vero eroe, Jake si vendicherà del sindaco John trascinandolo via nel deserto.
- Bandito Bill: è un mostro di Gila e antagonista terziario del film. Comanda una cricca di farabutti al soldo del sindaco, a cui piace spaventare gli abitanti di Polvere. Viene affogato in compagnia dei suoi uomini dall'inondazione provocata da Rango.
- Balthazar: è un cane della prateria patriarca di un intero clan di roditori criminali che vengono incastrati dal sindaco Jones di aver rubato l'acqua di Polvere.
- Ezechiele e Gededia: sono due dei numerosi figli di Balthazar che vengono spesso percossi dal padre quando è arrabbiato; Ezechiele è più basso e leggermente più sveglio dei due, mentre Gededia è più grosso, stupido e infantile.

## Produzione
Lo sceneggiatore John Logan ha descritto Rango come un'impresa folle, che inizialmente volevano mantenere indipendenti. Durante la produzione, gli attori e le attrici hanno ricevuto costumi e scenografie per "dare loro l'atmosfera del selvaggio West"; la star Johnny Depp ha avuto 20 giorni per registrare la voce del protagonista; e i realizzatori hanno programmato che gli attori secondari interagissero con lui. Gore Verbinski, il regista, ha detto che il suo tentativo con Rango è stato quello di fare un "modesto" film dopo la trilogia de Pirati dei Caraibi, ma che ha sottovalutato quanto sia laborioso e dispendioso in termini di tempo il cinema d'animazione; tant'è che la Paramount è intervenuta all'ultimo minuto perché il magro finanziamento iniziale stava per esaurirsi.
A differenza di molti progetti di animazione in studio prodotti da Avatar , Rango è stato girato in 2D, non in 3D, poiché il budget non lo permetteva e Verbinski non voleva fare un "3D a metà".
Il film contiene una serie di riferimenti a film western e altri film, tra cui The Shakiest Gun in the West , Per un pugno di dollari, Chinatown , Il buono, il brutto e il cattivo, C'era una volta il West, Cat Ballou, Raising Arizona e Paura e delirio a Las Vegas; così come riferimenti a precedenti lavori della ILM, incluso il combattimento spaziale in Star Wars Episodio IV: Una nuova speranza. Verbinski ha anche citato El Topo come un'influenza sul film.
In una discussione sulla natura dei film d'animazione contemporanei, Verbinski ha detto nel dicembre 2011: "Ci sono catene con i budget e i margini di profitto. Vuoi competere con quello che stanno facendo alla Pixar e DreamWorks. C'è un cartellino del prezzo con questo solo in termini di raggiungimento di quel livello di qualità. Che fine hanno fatto i Ralph Bakshi del mondo? Siamo tutti seduti qui a parlare di intrattenimento per la famiglia. L'animazione deve essere intrattenimento per la famiglia? Penso a quel costo, sì. C'è il bersaglio che devi colpire, ma quando lo manchi di un po' e fai qualcosa di interessante, il bersaglio si muoverà. Il pubblico vuole qualcosa di nuovo; semplicemente non riescono ad articolare la cosa."
Il budget del film ammonta a 135 milioni di dollari.

## Distribuzione
Il film è uscito negli Stati Uniti il 4 marzo del 2011 e in Italia l'11 marzo dello stesso anno.
Le società di distribuzione sono la Paramount Pictures per gli USA, la United International Pictures per l'Argentina e Singapore, e la Universal Pictures International per i Paesi Bassi e Italia.

### Edizione italiana
La direzione del doppiaggio e i dialoghi italiani sono a cura di Fiamma Izzo, per conto della Pumais-Due.

## Accoglienza

### Incassi
Il film ha incassato 123477607 $ negli Stati Uniti e 122246996 $ nel resto del mondo; complessivamente ha incassato 245724603 $ a fronte di un budget di produzione di 135 milioni di dollari.

### Critica
Il film ottiene l'88% delle recensioni professionali positive sul sito Rotten Tomatoes, con un voto medio di 7,6 su 10 basato su 228 critiche; il commento del sito recita: "Rango è un'esplosione intelligente e vertiginosamente creativa di intrattenimento meravigliosamente animato e Johnny Depp offre una colorata esibizione vocale come un animale domestico in un mondo sconosciuto".
Sul sito di cinema Metacritic ottiene un punteggio di 75 su 100, mentre il database di film IMDb lo valuta 7,2 su 10 (basandosi sui voti di 210.726 utenti).

## Riconoscimenti
- 2012 - Premio Oscar
  - Miglior film d'animazione a Gore Verbinski
- 2012 - Golden Globe
  - Candidatura per il miglior film d'animazione
- 2012 - BAFTA
  - Miglior film d'animazione a Gore Verbinski
- 2012 - People's Choice Awards
  - People's Choice Awards per il miglior doppiaggio a Johnny Depp
- 2011 - Annie Award
  - Miglior film d'animazione
- 2011 - National Board of Review Awards
  - Miglior film d'animazione a Gore Verbinski

## Colonna sonora
La colonna sonora del film è stata composta da Hans Zimmer, escluso il brano utilizzato nella scena dell'attraversamento della strada da parte di Rango dopo aver lasciato la città (in quel caso la traccia è Finale di Danny Elfman, dalla colonna sonora di The Kingdom). Nei titoli di coda è presente invece una traccia che unisce la musica iniziale del film è Miserlou, da Pulp Fiction.